# Mike Godwin
Mike Godwin, Michael Wayne Godwin, född 26 oktober 1956, är en amerikansk jurist och författare som är mest känd för att ha myntat Godwins lag 1990 i Usenet-diskussioner. Han var också Electronic Frontier Foundations första anställda advokat, var verksam som forskare på Yale University 2005-2007, och var anställd av Wikimedia Foundation som dess jurist från juli 2007 till oktober 2010.

## Känt citat
- "I worry about my child and the Internet all the time, even though she's too young to have logged on yet. Here's what I worry about. I worry that 10 or 15 years from now, she will come to me and say 'Daddy, where were you when they took freedom of the press away from the Internet?".